# Cryphia gazeli
Cryphia gazeli là một loài bướm đêm trong họ Noctuidae.